# Miss Interamérica
Miss Interamericana fue un concurso internacional de belleza, cultura y responsabilidad.

## Países ganadores del Miss Interamérica
| Año  | Miss Interamérica                  | País                 | Fecha                     | Ciudad o País Anfitrión             |
| ---- | ---------------------------------- | -------------------- | ------------------------- | ----------------------------------- |
| 2007 | Cara Gorges                        | Estados Unidos       | 21 de octubre de 2007.    | Las Vegas, Estados Unidos           |
| 2008 | Lydimar Carolina Jonaitis Escalona | Venezuela            | 31 de agosto de 2008.     | Santo Domingo, República Dominicana |
| 2009 | Rayanne Fernanda Morais            | Brasil               | 3 de septiembre de 2009.  | Ciudad de Panamá, Panamá            |
| 2010 | Morgan Woolard                     | Estados Unidos       | 12 de junio de 2010.      | San Juan, Puerto Rico               |
| 2011 | Ángela Ruiz                        | Venezuela            | 21 de mayo de 2011.       | Punta Cana, República Dominicana    |
| 2012 | Dulcita Lieggi                     | República Dominicana | 14 de julio de 2012.      | Punta Cana, República Dominicana    |
| 2013 | Jerrica Lee Rivera                 | Puerto Rico          | 28 de septiembre de 2013. | Santurce, Puerto Rico               |
| 2014 | Alejandra López                    | Colombia             | 2 de agosto de 2014.      | Miami, Estados Unidos               |

## Países ganadores
| Países ganadores     | No. de coronas | Año        |
| -------------------- | -------------- | ---------- |
| Venezuela            | 2              | 2008, 2011 |
| Estados Unidos       | 2              | 2007, 2010 |
| Colombia             | 1              | 2014       |
| Puerto Rico          | 1              | 2013       |
| República Dominicana | 1              | 2012       |
| Brasil               | 1              | 2009       |